# Земљотрес у Кобеу 1995.
Земољтрес у Кобеу се догодио 17. јануара 1995. у 5.46 часова по локалном времену (16. јануара у 20.46 часова по УТЦ) у јужном делу префектуре Хјога. Магнитуда потреса износила је 6,9 док је подрхтавање трајало отприлике 20 секунди. Хипоцентар земљотреса био је удаљен 17 километара од његовог епицентра, а 20 километара од Кобеа. Претпоставља се да је укупно 6434 људи изгубило живот у катастрофи, док је њих 4600 било из Кобеа, где се потрес најјаче осетио. 
Земљотрес у Кобеу је био други најразорнији јапански земљотрес у 20. веку (одмах после земљотреса Велики Канто, који је избио 1923. и однео више од 105.000 живота).